# John Hutton Balfour
John Hutton Balfour (Edimburgo, 15 de setembro de 1808 – Edimburgo, 11 de fevereiro de 1884) foi um médico e botânico escocês. Era pai do  botânico Isaac Bayley Balfour (1853-1922).

## Biografía
Balfour estudou no "the Royal High School" de Edimburgo, continuando depois seus estudos na Universidade de St. Andrews  e na  Universidade de Edimburgo, onde obteve seu título de doutor em medicina, em  1831. Neste mesmo ano assumiu como  membro no "Royal College of Surgeons of Edinburgh" ("Colégio Real dos Cirurgiões de Edimburgo") e membro da junta em  1833. Começou a exercer a carreira médica,  porém, em  1840  já dava lições de botânica. Em  1841, foi designado como professor de botânica na  Universidade de Glasgow. Em 1845, transferiu-se  para a Universidade de Edimburgo onde passou a exercer  as mesmas funções  além de diretor do Jardim Botânico Real e a de  "Botânico Real" da  Escócia. 
A paixão pela botânica levou-o a fundar a  "Sociedade Botânica de Edimburgo" em 1836  e o   "Clube de Botânica"  em 1838. Durante 30 anos também foi decano da  Faculdade de Medicina da Universidade de Edimburgo, onde introduziu no ensino o uso do microscópio. Durante o tempo em que dirigiu o Jardim Real de Edimburgo aumentou a sua extensão, construindo uma  estufa para palmeiras, um arboretum e instalações educativas.
Balfour se afastou de suas obrigações em  1879, sendo-lhe cedido o grau de  L.L.D. honorário pelas  três Universidades em que  trabalhou  (St. Andrews, Glasgow e Edimburgo).
"A enfermidade de  Balfour", que recebeu seu nome, é uma alteração da saúde caracterizada por múltiplas massas tumorais formadas por infiltração nos ossos.
O Pinus balfouriana, uma espécie de  pinheiro da Califórnia, foi nomeado em sua homenagem. 

## Obras
- Manual of botany Balf.( 1848). ( Livro de texto)
- Class book of botany Balf. ( 1852). ( Livro de texto)
- Outlines of botany Balf. ( 1854). ( Livro de texto)
- Botanist's companion Balf. ( 1860). ( Livro de texto)
- Elements of botany for schools Balf. ( 1869). ( Livro de texto)
- Introduction to palaeontological botany Balf. ( 1872).
- The plants of scripture Balf.
- Artigo ^sobre botânica na "8th edition of Encyclopaedia Britannica" Balf.